# Tempesta (Magic)
(Selenia, l'Angelo Oscuro)
Tempesta (Tempest in inglese) è un'espansione del gioco di carte collezionabili Magic: l'Adunanza, edito da Wizards of the Coast. In vendita in tutto il mondo dal 14 ottobre 1997, è il primo set di tre del blocco di Tempesta, che comprende anche Fortezza ed Esodo.

## Ambientazione
(Eladamri, Signore delle Foglie)
Tempesta è ambientata nel piano dimensionale di Rath. Gerrard Capashen, capitano della nave volante Cavalcavento, cerca di raggiungere la Fortezza dell'evincaro dominante, l'oscuro signore che governa su questo piano tempestoso: Volrath. Costui infatti ha rapito Sisay per attrarre nella propria roccaforte la nave e il suo equipaggio. Gli altri membri della ciurma sono il secondo ufficiale Tahngarth, Hanna, navigatore della nave, la guaritrice samita Orim, il mozzo goblin Squee, la gatta guerriera Mirri, Crovax, un nobiluomo maledetto, Ertai, un arrogante mago apprendista, e Starke, un traditore al servizio di Volrath.
(Hanna, navigatore della Cavalcavento)

## Caratteristiche
Tempesta è composta da 350 carte, stampate a bordo nero, così ripartite:
- per colore: 53 bianche, 53 blu, 53 nere, 53 rosse, 53 verdi, 10 multicolori, 39 incolori, 36 terre.
- per rarità: 110 comuni, 110 non comuni, 110 rare e 20 terre base.

Il simbolo dell'espansione è composto da una nuvola tempestosa, e si presenta in bianco e nero indipendente dalla rarità delle carte.
Tempesta è disponibile in bustine da 15 carte casuali e in 4 mazzi tematici precostituiti da 60 carte ciascuno:
- The Flames of Rath (bianco/rosso)
- The Slivers (blu/nero)
- The Swarm (bianco/verde)
- Deep Freeze (Bianco/blu)

Tempesta fu presentata in tutto il mondo durante i tornei di prerelease il 4 ottobre 1997, in quell'occasione venne distribuita una speciale carta promozionale: il Wurm Manto-di-Fango. A partire da questa espansione, ad ogni torneo di prerelease che anticipa l'uscita di un nuovo set di carte, viene donata ai giocatori una carta promozionale appartenente alla nuova espansione.

## Novità
Tempesta propone nuove tematiche e meccaniche di gioco, come le creature Tramutante e Licide, e nuove abilità definite da parole chiave.